# Weyregg am Attersee
Weyregg am Attersee osztrák község Felső-Ausztria Vöcklabrucki járásában. 2018 januárjában 1588 lakosa volt.

## Elhelyezkedése

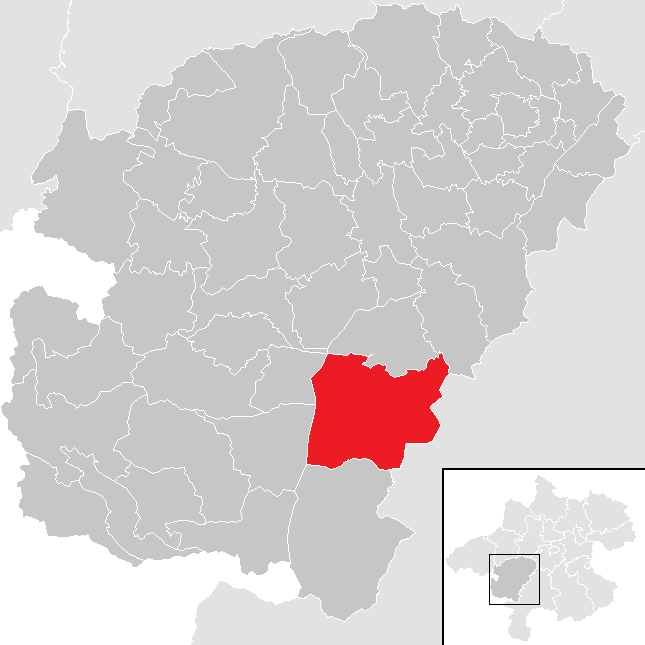
Weyregg am Attersee a Vöcklabrucki járásban

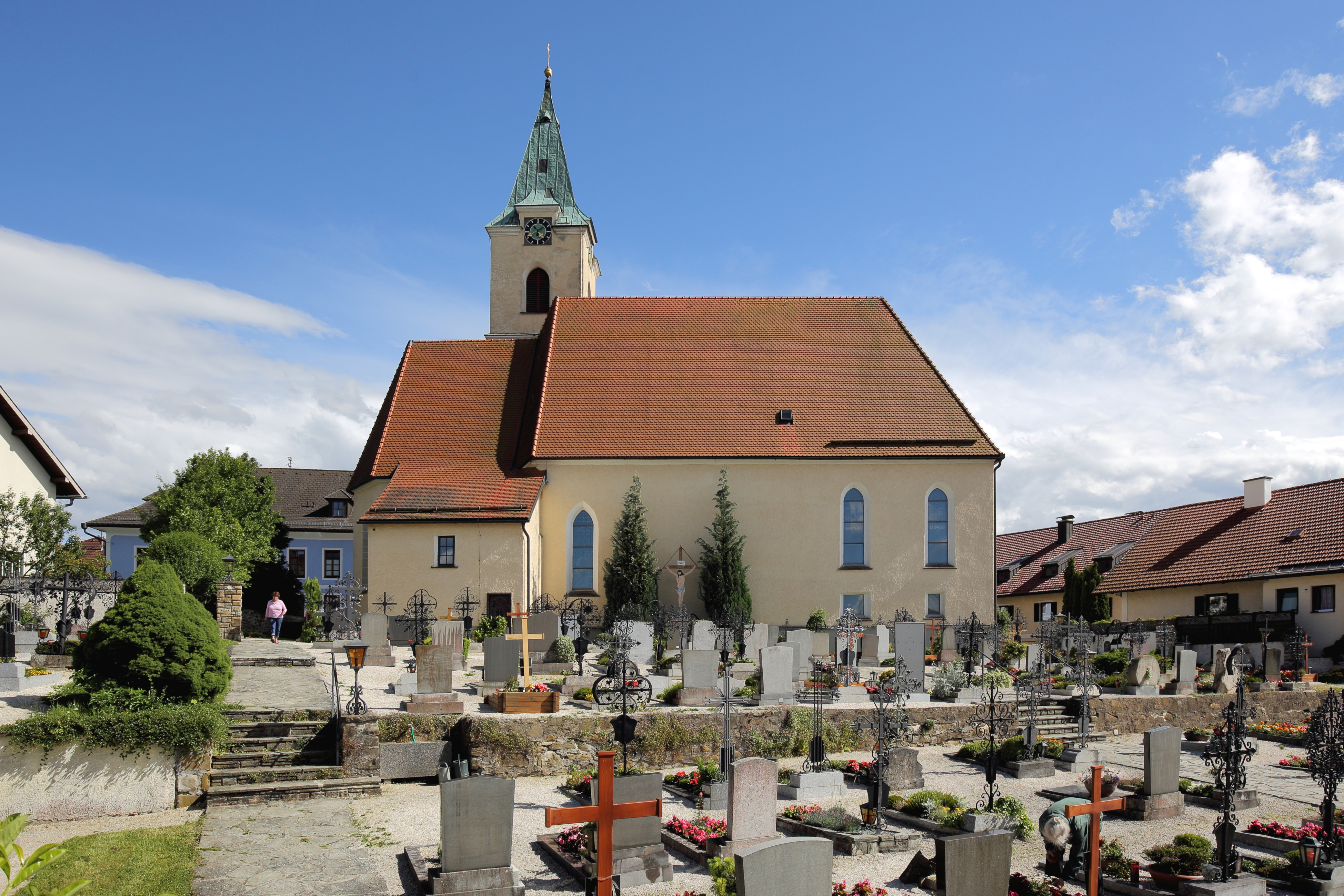
A Szt. Bálint-plébániatemplom

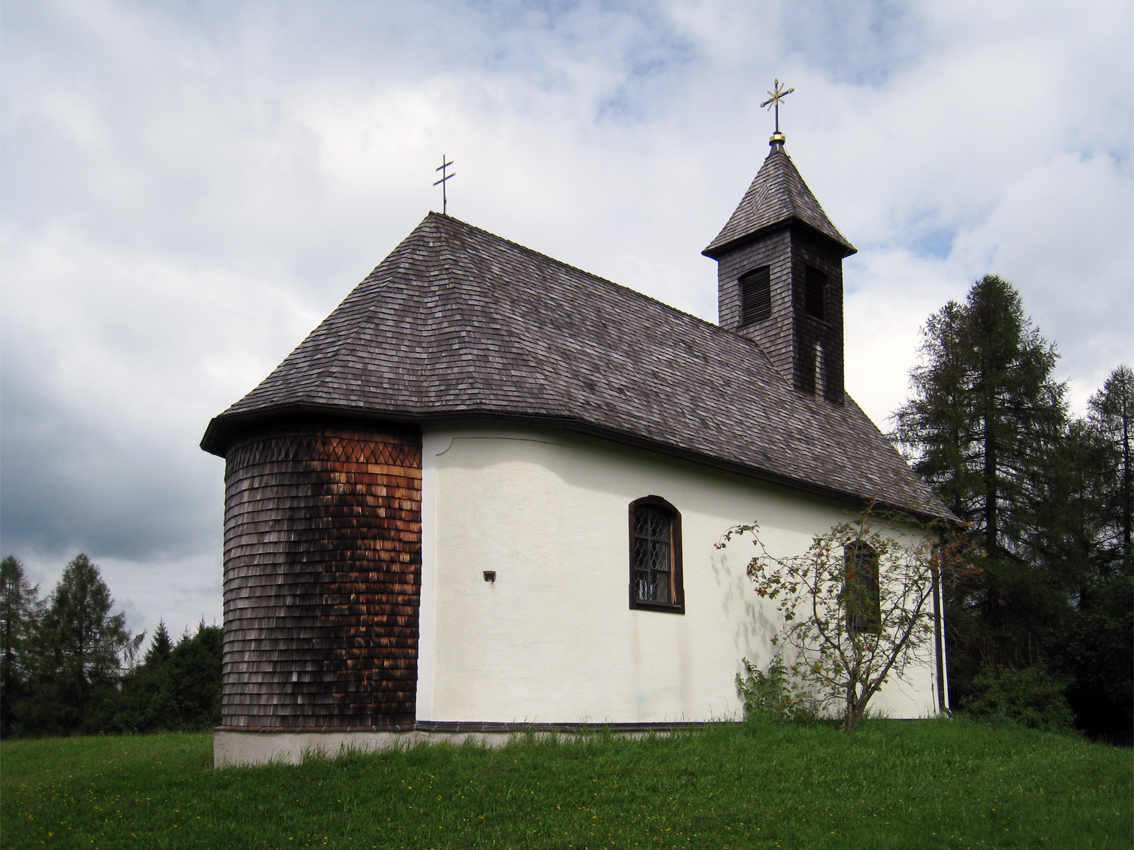
A Gahberg-kápolna

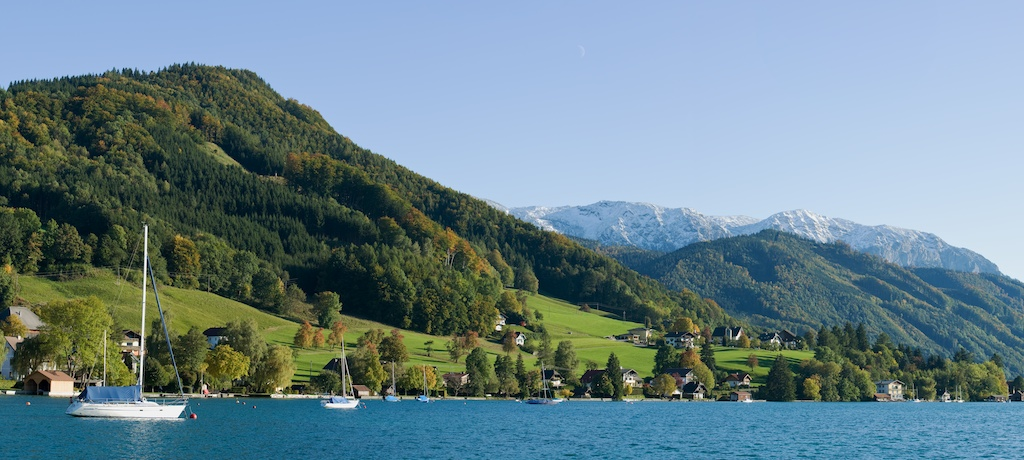
Az Attersee látképe Weyreggből

Weyregg am Attersee Felső-Ausztria Hausruckviertel régiójában helyezkedik el, az Attersee keleti partján. Legfontosabb folyóvizei a Weyregger Bach és a Miglbach. Legmagasabb pontja a Gahberg (864 m). Területének 61,9%-a erdő, 15% áll mezőgazdasági hasznosítás alatt. Az önkormányzat 8 településrészt és falut egyesít: Alexenau (43 lakos 2018-ban), Bach (271), Gahberg (82), Miglberg (80), Reichholz (187), Seeberg (35), Steinwand (91) és Weyregg am Attersee (799). 
A környező önkormányzatok: délen Steinbach am Attersee, délnyugaton Nußdorf am Attersee, nyugaton Attersee am Attersee, északon Schörfling am Attersee, északkeleten Aurach am Hongar, keleten Altmünster. 

## Története
A tó vízszintje alatt talált régészeti leletek tanúsága szerint Weyregg területén állt mintegy 5800 évvel ezelőtt az alpesi tavak partján cölöpházakat építő neolitikus kultúra feltehetően legnagyobb ausztriai települése. A leleteket a Mondsee-kultúrára és az 500 évvel későbbi Attersee-kultúrára lehet szétbontani. A római időkből egy kikötő maradványai láthatóak a vízben, akár szabad szemmel is; a hasonlóak nagyon ritkák az Alpoktókl északra fekvő tavakon. Ezenkívül legalább négy, a 2. század végén épült római villát is feltártak, közülük volt amelyiket mozaikokkal díszítettek és padlófűtéssel láttak el. 
A népvándorlás során a régióba germán bajorok költöztek és a 12. századig a térség a Bajor Hercegséghez tartozott; ekkor átkerült az Osztrák Hercegséghez. Weyregget először 1372-ben említik írásos források. 1490-től az Enns-fölötti Ausztria része volt. A falu a középkorban Kogl várának uradalmához tartozott. 1511-ben a parasztok fellázadtak a vár adószedői ellen. 1742-ben egy weyreggi zarándokokat szállító komp elsüllyedt a tavon és 88 ember vízbe fulladt. A weyreggi kastélyt (egy 1668-as térkép szerint egyszerű, négyszügletes épület volt) 1792-ben lebontották. A napóleoni háborúk során a települést több alkalommal megszállták a franciák. 
A községi tanács 1850-ben alakult meg. Ekkor még hozzá tartozott Steinbach is, amely 1886-ban vált önállóvá. Az 1938-as Anschluss után Weyregg az Oberdonaui gauhoz tartozott, majd a háború után visszakerült Felső-Ausztriához. 

## Lakosság
A Weyregg am Attersee-i önkormányzat területén 2018 januárjában 1588 fő élt. A lakosságszám 1991-ben érte el csúcspontját 1622 fővel, majd visszaesett, ám az utóbbi években ismét növekedésnek indult. 2015-ben a helybeliek 96,4%-a volt osztrák állampolgár; a külföldiek közül 2% a régi (2004 előtti), 1,1% az új EU-tagállamokból érkezett. 2001-ben a lakosok 91,9%-a római katolikusnak, 3,2% evangélikusnak, 1,3% mohamedánnak, 2,9% pedig felekezeten kívülinek vallotta magát. Ugyanekkor 7 magyar élt a községben. 

## Látnivalók
- a késő gótikus Szt. Bálint-plébániatemplom
- a Gahberg-kápolna
- a Mária-kápolna
- a tóparti településen számos túrázási és vízisportolási lehetőség áll rendelkezésre

## Fordítás
- Ez a szócikk részben vagy egészben  a   Weyregg am Attersee című német Wikipédia-szócikk ezen változatának fordításán alapul.  Az eredeti cikk szerkesztőit annak laptörténete sorolja fel. Ez a jelzés csupán a megfogalmazás eredetét és a szerzői jogokat jelzi, nem szolgál a cikkben szereplő információk forrásmegjelöléseként.